# 旭食品工業
旭食品工業株式会社（あさひしよくひんこうぎょう）は、福岡県みやま市に本社を置く食品メーカー。

## 沿革
- 1957年 - 創業
- 1959年 - 会社設立

## 本社
福岡県みやま市瀬高町大字長田78

## 事業所
- 工場
  - 鹿児島工場　鹿児島県肝属郡串良町有里5145-1
  - 大分工場　大分県竹田市大字菅生173-1